# デュランゴ・アンド・シルバートン狭軌鉄道

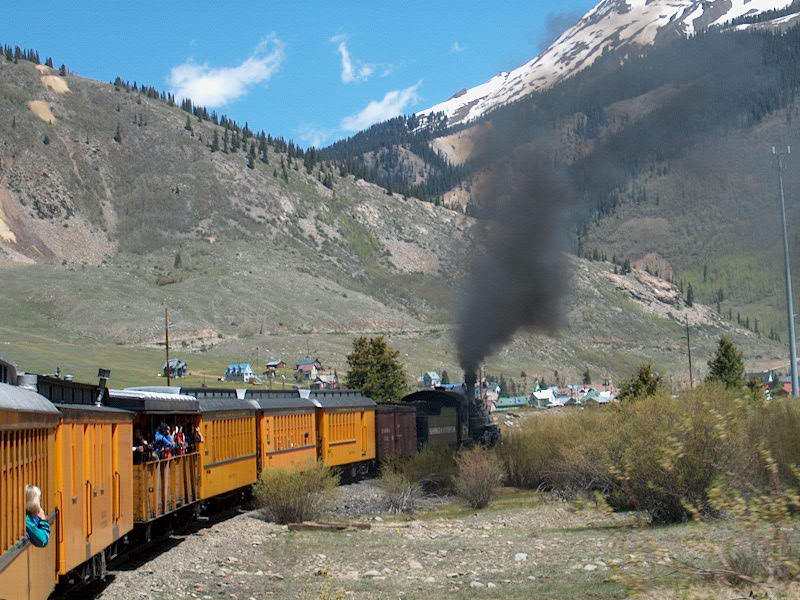
シルバートンへ到着する列車

デュランゴ・アンド・シルバートン狭軌鉄道（デュランゴ・アンド・シルバートンきょうきてつどう、英語: Durango and Silverton Narrow Gauge Railroad、略称D&SNG）は、アメリカ合衆国コロラド州で、デュランゴとシルバートンを結ぶ36 インチ（914 mm）軌間の45 マイル（72 km）の路線を運行している、狭軌の保存鉄道である。アメリカ合衆国連邦政府によりアメリカ合衆国国定歴史建造物に指定されており、また米国土木学会により歴史的土木建造物 (Historic Civil Engineering Landmark) に指定されている。
この路線はもともと、1881年から1882年にかけてデンバー・アンド・リオグランデ鉄道により、サンワン山地 (San Juan Mountains) にある鉱山へ物資と人を運び込み、金と銀の鉱石を搬出するために建設された。この路線は、デンバー・アンド・リオグランデ鉄道のアントニト (Antonito) とデュランゴを結ぶ路線の延長であった。クンブレス・アンド・トルテック・シーニック鉄道がアントニトとニューメキシコ州チャマ (Chama) の間を運行しているが、残るチャマからデュランゴまでの区間は廃止されて、撤去されている。
しかしながら、デュランゴとシルバートンの間の路線は、現在は観光用の旅客輸送保存鉄道であるとはいえ、1881年以来ずっと運行が続いており、アメリカ合衆国では数少ない蒸気機関車の運行がずっと見られる路線である。1981年3月にデンバー・アンド・リオグランデ・ウェスタン鉄道がこの路線を売却して、デュランゴ・アンド・シルバートン狭軌鉄道が設立された。
車両の中には1880年代に遡るものもある。冬期にはデュランゴからカスケード・ワイ (Cascade Wye) まで運行され、夏期にはデュランゴからシルバートンまで運行される。

## 歴史
ウィリアム・ジャクソン・パーマー (William Jackson Palmer) は、ペンシルバニア鉄道の中で事務官から社長まで上り詰めた鉄道技術者である。南北戦争で将軍として参加した後、彼はメキシコとコロラドを結ぶ南北の鉄道を構想し始め、デンバー・アンド・リオグランデ鉄道を設立した。彼は、コロラドの山がちな地域には狭軌の路線が適していると考えていた。
1881年8月5日に、デンバー・アンド・リオグランデ鉄道がデュランゴに到達した。デュランゴは、町自体が鉄道によって1880年に設立されたところである。この年の秋に、シルバートンまでの建設が始められた。それからわずか11ヵ月後の1882年7月にシルバートンへ到達した。すぐに旅客と貨物の輸送が開始された。
1997年3月に、チャールズ・ブラッドショー・ジュニア (Charles Bradshaw Jr.) は、フロリダ州ハリウッドに本拠を置くファースト・アメリカン・レールウェイ (First American Railways, Inc.) にデュランゴ・アンド・シルバートン狭軌鉄道を売却した。その後1998年7月に鉄道はアメリカン・ヘリテイジ・レールウェイズ (American Heritage Railways) に再度売却された。その当時アメリカン・ヘリテイジ・レールウェイズはフロリダ州コーラルゲーブルスに本拠を置いていた。その後本拠がデュランゴへ移転した。現在は、デュランゴ・アンド・シルバートン狭軌鉄道は、デュランゴとシルバートンの2箇所に博物館を有している。多くの古い客車が運用に復帰している。

## 車両
デュランゴ・アンド・シルバートン狭軌鉄道では、石炭焚きの蒸気機関車とディーゼル機関車を運行している。

### 蒸気機関車

#### 形式の説明
こんにち、デュランゴ・アンド・シルバートン狭軌鉄道で運用されている蒸気機関車は、1920年代に製造されたものである。2種類の型があり、車軸配置と牽引力に基づいて名づけられたK-28型 (D&RGW K-28) とK-36型 (D&RGW K-36) がある。
Kは、車軸配置2-8-2の「ミカド型」をあらわすものである。この型で最初に製造された機関車が、1887年に日本鉄道向けにボールドウィン・ロコモティブ・ワークスで造られたことに由来する型である。
数字の28と36は機関車の牽引力を1000 ポンド単位で表したものである。K-28の牽引力は定格27,500 ポンド（約12.4 t）で、K-36の牽引力は36,200 ポンド（約16.3 t）である。炭水車に燃料と水を満載した状態での重量は、K-28が254,500 ポンド（約114.5 トン）、K-36が286,600 ポンド（約129.0 トン）である。

#### 470シリーズ

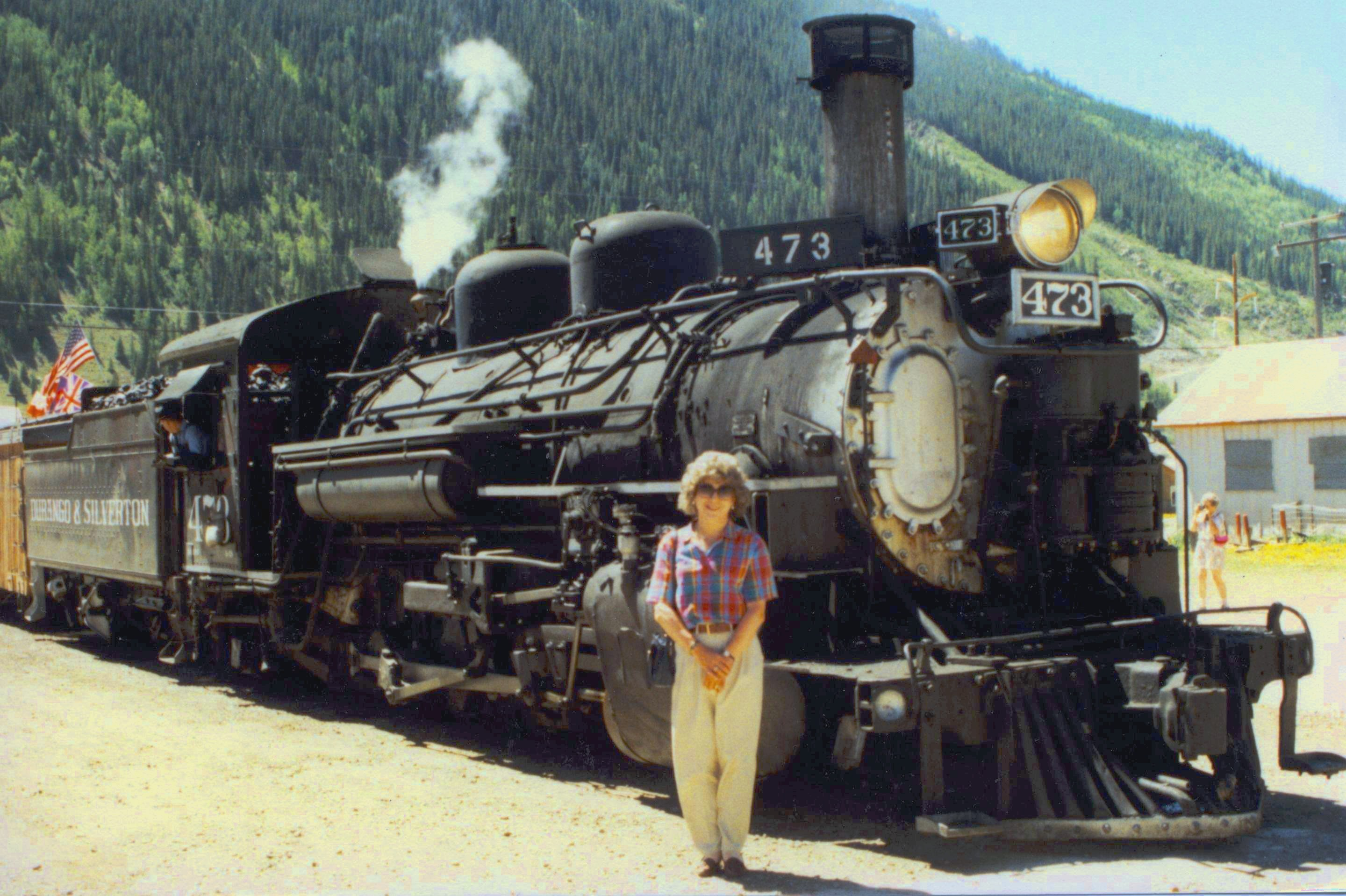
K-28型473号機関車がデュランゴからシルバートンに到着したところ、1990年6月

470シリーズは車軸配置2-8-2のK-28型蒸気機関車で、デンバー・アンド・リオグランデ鉄道により貨物用に設計され、全部で10両が生産された。これらの機関車はニューヨーク州スケネクタディのアメリカン・ロコモティブ（アルコ社）スケネクタディ工場で1923年に製造された。K-28型は28000 ポンドの牽引力があり、過熱式で、ボイラーには2つのノン・リフティングタイプのインゼクターで水を供給していた。ブレーキは、6-ET型自動空気ブレーキを備えており、また日常の旅客列車では2次的に直通空気ブレーキも用いている。これらの機関車は小型なので、始発や終発の編成の短い列車や補助機関車、区間列車などに用いられる。K-36型に比べて小型で古く出力が小さいにもかかわらず、アルコの設計がバランスや保守に優れていたため、機関士たちはこちらの機関車を好むことがある。機関車が出力を発揮して走行しているときには、貝の殻の形をした焚火口扉がドラフト（燃料をよく燃やすための蒸気の力による通風）により内側に強く吸い付けられてしまうために、燃料を焚くのが難しくなることがある。ボイラーの燃焼ガスのもれがあると、ドラフトの問題はK-36型に比べて対処が難しくなることがある。この機関車が出力を発揮して走行しているときの燃料の焚き方は「大きなかかと」(large heel) 方式と呼ばれ、火室管板側（火室の一番奥側）の石炭をできるだけ薄く敷いて、そこから焚火口に向かって次第に石炭の厚みを増して、焚火口のところで扉と同じ高さかそれ以上になるくらいにする。これによって、通常は火格子と煉瓦アーチの間にドラフトが通らないのに対して、火格子の前側の石炭を薄くした部分からのドラフトが強制的に通るようにする。火の調子を見るテクニックを覚えるのに時間が掛かることや、より大きな火室を持っていてテクニックの要らないK-36型が一般的に用いられていてK-28型の運用が限られていることなどから、新人の機関助士はこの焚き方を覚えるのに苦労することがある。
全部で10両生産された470シリーズのうち、473号・476号・478号の3両だけが残っており、その全てをデュランゴ・アンド・シルバートン狭軌鉄道が所有している。他の7両は第二次世界大戦中に、アラスカ州のホワイト・パス・アンド・ユーコン・ルートで用いるために1942年にアメリカ陸軍によって徴用された。これらの機関車は1946年に廃車・解体された。
473号・476号・478号はデンバー・アンド・リオグランデ・ウェスタン鉄道の多くの路線で運行されていた。473号は、コロラド州アントニトとニューメキシコ州サンタフェの間の、1941年に廃止となったチリ線 (Chili Line) でよく運行されていた。476号と478号はデュランゴとアラモサの間を走るサンワン山地の旅客列車で1951年まで広く用いられていた。これらの3両は、1950年代から1980年までシルバートン支線で運用され、今日でも用いられている。473号・478号は運行可能な状態にあり、476号は保管されて博物館の展示状態で、大きな修理を必要としている。

#### 480シリーズ

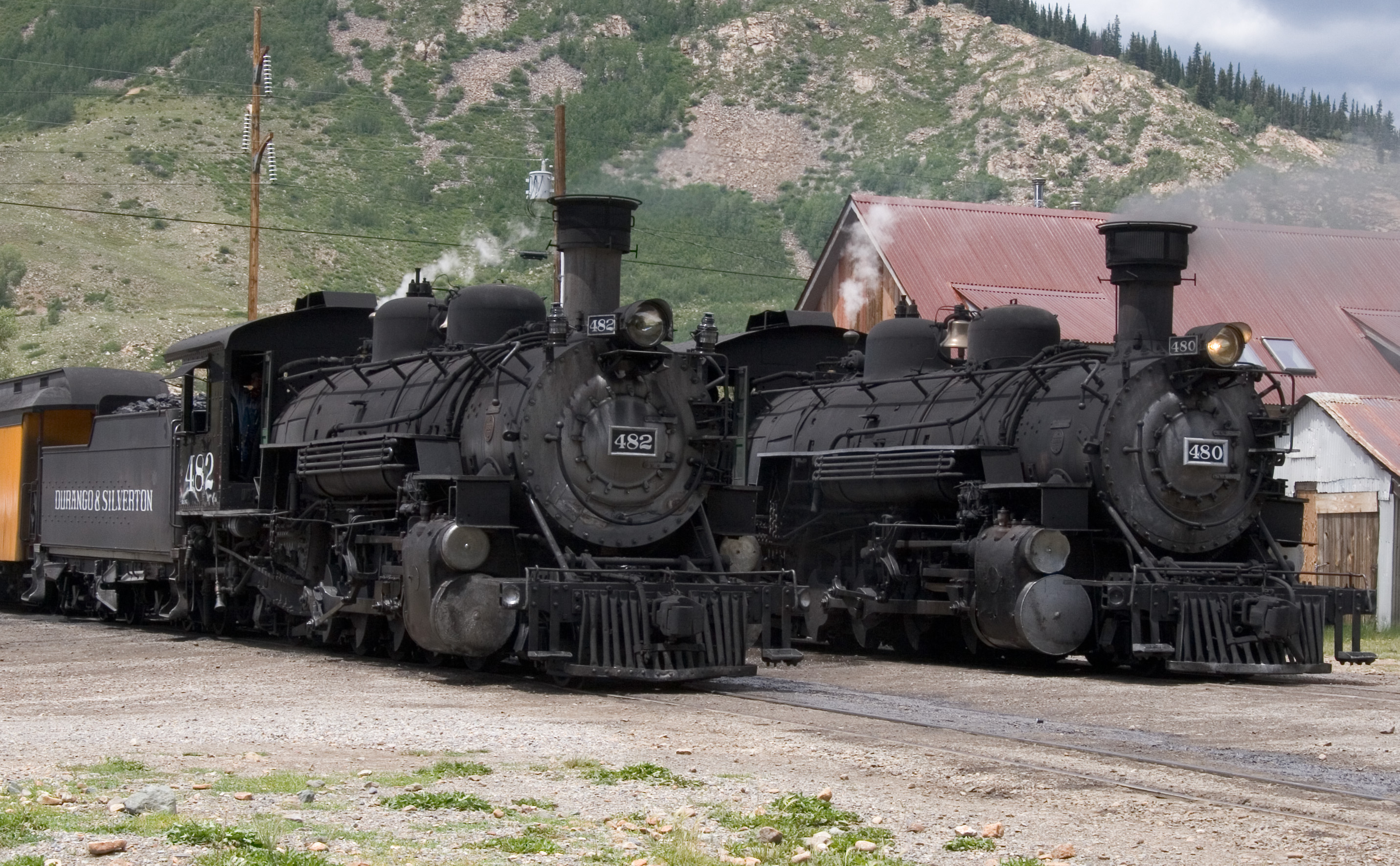
K-36型の482号と480号、シルバートンにて

480シリーズはK-36型の蒸気機関車で、デンバー・アンド・リオグランデ・ウェスタン鉄道向けに設計され10両が製造された。これらの機関車は1925年にボールドウィン・ロコモティブ・ワークスで製造された。480シリーズは、デンバー・アンド・リオグランデ・ウェスタン鉄道向けに製造された最後の狭軌の蒸気機関車であった。デンバー・アンド・リオグランデ・ウェスタン鉄道の狭軌の鉄道網で貨物を牽引するために用いられた。型の36は、牽引力36,000 ポンドであるところに由来する。これらは外側台枠のミカド型で、全ての動輪に台枠より外側のカウンターウェイトが取り付けられており、実利的な外観を生み出している。現在はこれらの機関車は6-ET型自動空気ブレーキと、2次的に直通空気ブレーキを備えており、日常の運行に使用している。12両までの客車を牽引しているが、それ以上の客車の時には重連運転にする必要がある。デュランゴ以外では重連運転にしないのは、煙のせいであると一般に信じられているが、実際にはK-36型が2両以上同時に通ることができない15番通りの橋の重量制限のためである。K-28型は重連運転にできる。機関車は製造時点では煙室の設計がマスター・メカニックス式 (Master Mechanics) であったが、デンバー・アンド・リオグランデ・ウェスタン鉄道が時期は不明であるもののアンダーソン式 (Andersson) に改造している。ボイラーへの給水は2つのノン・リフティング式のインゼクタによっている。40 平方フィート（約3.7 平方メートル）の火格子面積は、狭軌用の機関車としては最大で、手作業で投炭が行われている。K-28型に比べれば、これらの機関車の投炭は単純ではあるが、大きな火床面積のために多くの石炭が必要である。典型的には、シルバートンへの登りで3 - 5 トン、デュランゴへの帰りで1 - 2 トンの石炭を消費する。人間工学的には、乗務員の座席が後ろに位置しすぎていて、加減弁や砂まき装置を操作するために機関士が頻繁に前のめりにならなければならないので、他の機関車に比べて快適とは言いがたい。アルコ設計のK-28型に比べると、走り装置も速く傷みやすく、その荒々しい乗り心地により乗務員の健康を損ないかねないものがある。
デュランゴ・アンド・シルバートン狭軌鉄道では、480号・481号・482号・486号の4両のK-36型を所有しており、全て運行可能な状態である。カンブレス・アンド・トルテック・シーニック鉄道が483号・484号・487号・488号・489号を所有している。485号は不運にも、1955年にサリダ (Salida) にある転車台の穴に転落してしまった。その後解体されたが、いくつかの装備品、走り装置関係や弁装置などが残されて、他の機関車に使用されている。

#### 490シリーズ

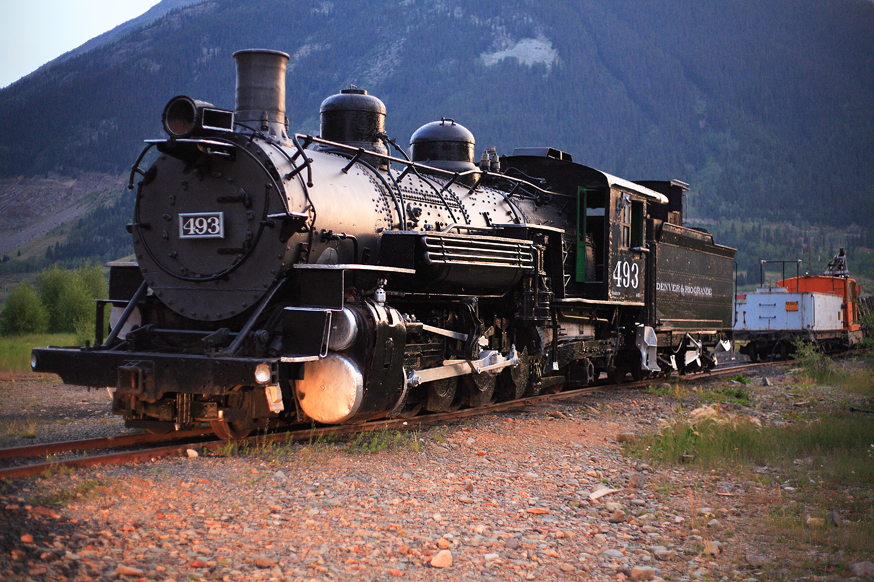
K-37型493号機関車、シルバートンにて

490シリーズはK-37型ともされる、ボールドウィン・ロコモティブ・ワークスにより1902年にデンバー・アンド・リオグランデ鉄道向けに13両が製造された、標準軌のクラス190（後にC-41型）の車軸配置2-8-0の機関車の一部である。1928年と1930年に、C-41型のうち10両がデンバーにあるバーンハム工場 (Burnham Shops) で狭軌の車軸配置2-8-2の機関車に改造された。デュランゴ・アンド・シルバートン狭軌鉄道ではK-37型を1両のみ運行した。497号は、1984年に改造され7年間運行された。これは、K-37型でシルバートンへ入った唯一の機関車である。この機関車は後に、従輪がアニマス渓谷の曲線を通過するのに問題があると判断された。デュランゴ・アンド・シルバートン狭軌鉄道は497号を、カンブレス・アンド・トルテック・シーニック鉄道のK-36型482号と交換した。493号と498号は、デュランゴ・アンド・シルバートン狭軌鉄道が所有しているが、運行可能な状態にない。

### ディーゼル機関車
ディーゼル機関車がデュランゴヤードに初めて導入されたのは1960年代のことで50号機関車であった。50号は現在、コロラド州ゴールデンにあるコロラド鉄道博物館に保存されている。アメリカ陸軍輸送科も、1950年代にデュランゴで試験的・限定的に用いられた6軸の狭軌用ディーゼル機関車3000号を所有している。
デュランゴ・アンド・シルバートン狭軌鉄道では、2009年現在3両のディーゼル機関車を運用しており、また4両目が暫定的な修復過程にある。狭軌のディーゼル機関車は、他の狭軌の設備と同様に稀なものである。デュランゴ・アンド・シルバートン狭軌鉄道のディーゼル機関車はすべてがセンターキャブスタイル（車両の中央に運転席がある）で、以下に各車両を示す。
1. 1号機関車（ホットショット (Hotshot)、名人とか有能な人という意味）は、50トン型センターキャブの機関車で、1957年に製造された。アーカンサス・ライムストーン鉄道から購入した。2002年にミッショナリー・リッジで火災が起きた際には、デュランゴ・アンド・シルバートン鉄道では自発的に蒸気機関車の運行を中止した。運行を継続するために1号機関車が客車を牽引した。運用中。
2. 7号機関車（ビッグ・アル (Big Al)）は、87トン型センターキャブの機関車で、1975年に製造され、もともとミシガン州スーセントマリーでアルゴマ製鉄 (Algoma Steel) 7号機関車として使われていた。デュランゴ・アンド・シルバートン狭軌鉄道のオーナー、アレン・C・ハーパー (Allen C. Harper) にちなんでビッグ・アルと名づけられた。
3. 9号機関車は、2006年3月に購入された92トン型センターキャブ機関車である。
4. 11号機関車はUSスチールがゼネラル・エレクトリックの部品を使って製造したものである。2006年3月に購入された98トン型センターキャブの機関車である。運用中。

レールバスのRB-1は、1987年から88年にかけての冬に製造された。当初は1001号と番号がふられ、名前はタマロン (Tamarron) となっていた。32人の座席があり、荷物室とトイレを備えており、キャタピラー社製6気筒300馬力エンジンを搭載していた。アニマス・リバー鉄道での運用を想定しており、その運行が終了した後はデュランゴヤードでの入換機関車として使用された。それから数年後、2002年のミッショナリ・リッジでの火災に際しては営業運行に復帰したが、現在は運行されていない。

### 客車
客車の中には、現存する最古のものもある。

#### 売店車
デュランゴ・アンド・シルバートン狭軌鉄道の多くの客車と同じく、売店車はデンバー・アンド・リオグランデ・ウェスタン鉄道が何度も客車を改番・改造してきた歴史の例となっている。
- 売店車64号は当初郵便荷物車64号として1889年に製造された。1983年にブラック・ヒルズ・セントラル鉄道から購入された。1984年に売店車として運行が開始された。
- 売店車126号は当初は荷物車27号であった。1886年に126号に改番された。1963年にデンバー・アンド・リオグランデ・ウェスタン鉄道により客車とスナックバーの合造車に改造され、さらに1979年に客車に改造された。デュランゴ・アンド・シルバートン狭軌鉄道により1982年に売店車に改造された。
- 売店車212号は当初は1879年に製造された客車20号であった。1887年に荷物・客車合造車215号に改造・改番された。1942年にメキシコの鉄道会社に売却された。デンバー・アンド・リオグランデ・ウェスタン鉄道ではその売却契約後、他の合造車であった212号より215号が大きいことに気づき、215号を212号に改番した上で、元の小さな212号を215号としてメキシコに送った。1964年にデンバー・アンド・リオグランデ・ウェスタン鉄道によりスナックバーつきの客車に改造され、さらに1979年に定員48人の客車に改造された。1982年にデュランゴ・アンド・シルバートン狭軌鉄道によりスナックバー車に改造され、1986年に売店車に改造された。
- 売店車566号は当初は1882年に製造された郵便車14号であった。1888年頃遊覧車566号に改造された。1904年7月に0566号に改番された。その後、1914年に事業用車に変更された。デュランゴ・アンド・シルバートン狭軌鉄道により、当初の郵便車としての状態に復元された。そして遊覧車としての566号の番号に戻され、現在は売店車として使用されている。

#### 一般客車
デュランゴ・アンド・シルバートン狭軌鉄道は、1両の合造車213号を運行しており、ビッター・ルート・マイン (Bitter Root Mine) と名づけられている。デュランゴ・アンド・シルバートン狭軌鉄道によって1983年に製造され、ホーム・ランチ (Home Ranch) と名づけられていた。車椅子の旅客のための油圧リフトを備えている。
デュランゴ・アンド・シルバートン狭軌鉄道は他にも何両かの客車を運行している。
1. 257号、シェナンドー (Shenandoah)、1880年製造。
2. 270号、ピンカートン (Pinkerton)、1880年製造。
3. 291号、キング・マイン (King Mine)、1881年製造。
4. 311号、マックフィー (McPhee)、1881年製造。
5. 319号、ニードルトン (Needleton)、1882年製造。
6. 323号、アニマス・シティ (Animas City)、1887年製造。
7. 327号、デュランゴ (Durango)、1887年製造。
8. 330号、カスケード (Cascade)、1963年製造。
9. 331号、トリンブル (Trimble)、1963年製造。
10. 332号、ラ・プラタ (La Plata)、1964年製造。
11. 333号、タコマ (Tacoma)、1964年製造。
12. 334号、ハーモサ (Hermosa)、1964年製造。
13. 335号、エルク・パーク (Elk Park)、1964年製造。
14. 336号、ロックウッド (Rockwood)、1964年製造。
15. 337号、サン・ファン (San Juan)、1964年製造、312号と同じ名前が付けられている。

##### シンコ・アニマス B-2号
シンコ・アニマス (Cinco Animas) は1883年に製造された移民用寝台車であった。移民用寝台車は設備がほとんどなく旅客の快適性への考慮がほとんどない。当初のシンコ・アニマスは定員30人であった。1913年にビジネスカー（会社幹部などが視察等に用いる事業用車）に変更された。1963年にシンコ・アニマス社が購入して、その会社の名前から今の名前が付けられた。1982年にシンコ・アニマスはデュランゴ・アンド・シルバートン狭軌鉄道に売却された。夏期を通じて毎日運行されている。

##### ノーマッド B-3号
ノーマッド (Nomad) は1878年に製造され、当初の名前はフェアプレー (Fairplay) であった。1886年にビジネスカーN号に改造された。伝えられるところによれば、デュランゴ・アンド・リオグランデ鉄道の社長であったウィリアム・ジャクソン・パーマー (William Jackson Palmer) はこの車両を好んで利用していたという。フェアプレーは大統領のウィリアム・タフト、ユリシーズ・グラント、セオドア・ルーズベルトらを乗せたこともある。1951年から1982年まで何社かの手をわたり、フェアプレーはノーマッドに改名された。デュランゴ・アンド・シルバートン狭軌鉄道は1982年にこの車両を購入した。こんにち、ノーマッドは今も運行している客車としてはアメリカで最も古いものとなっている。夏期を通じて毎日運行されている。

##### ジェネラル・パーマー B-7号
ジェネラル・パーマー (General Palmer) はデンバー・アンド・リオグランデ鉄道のビジネスカーとして1880年に製造された。後年破損した状態となっていた。2001年に25万ドルをかけてデュランゴ・アンド・シルバートン狭軌鉄道により復元された。内部にはインターネット接続サービスや20インチフラットテレビなど現代的な装備を備えている。ジェネラル・パーマーは、アレン・ハーパー (Allen Harper) が所有しており、彼と家族・来客向けに専用に使用されている。

##### サン・ファン 312号
サン・ファン (San Juan) は1887年にデンバー・アンド・リオグランデ鉄道によって製造され、採光窓を備えた屋根と丸妻を備えている。灰色で仕上げられており、座席は46席備えていた。1937年にアラモサ工場で改造された。その際にベスティビュールを備え、蒸気暖房と電灯を装備し、さらにデラックスなヘイウッド・ウェイクフィールド (Haywood-Wakefield) 式リクライニングシートを24席設置した。デュランゴ・アンド・シルバートン狭軌鉄道は312号をシルバートンと命名した。2007年から2008年にかけての冬に、過度に詰め込みすぎの座席構成を改造して、3人横並びの座席に変更し、サン・ファンに名前を変更した。夏期を通じて毎日運行されている。

##### アラモサ 350号
アラモサ (Alamosa) は1880年製造で、当初はヒルダゴ (Hildago) と名づけられたホートン式 (Horton) 座席を装備した座席車25号であった。1885年に403号に変更された。1919年に資産査定を行うスタッフのオフィス兼居住車として改造された。この資産査定は、第一次世界大戦でアメリカの鉄道が国によって一時的に管理された後、この鉄道網がデンバー・アンド・リオグランデ・ウェスタン鉄道に返還されたときに、全ての鉄道の資産を登録するために行われたものである。1924年にサロンと喫煙室を備えた車に改造された。1937年にさらに改造されて、アラモサと名づけられたサロン券ビュフェ車となった。閉鎖式のベスティビュールと蒸気暖房、電灯を備え、座席が14人分あった。1957年に座席車に改造された。1959年に350号に改番された。1981年にデュランゴ・アンド・シルバートン狭軌鉄道が購入して、サロン車として改造し、25人用の座席を備えた。同名の車両がかつて存在していたが、リオグランデ・サザン鉄道での脱線事故により破壊された。この車両は夏期を通じて毎日運行されている。

##### プロスペクター 630号
プロスペクター (Prospector) は1984年にハント (Hunt) という名前の座席車として製造された。2009年に上級の家族向け車両となった。快適なテーブルと座席を備えた構造になっている。天井には拡大された路線図が掲載されており、乗客が旅程の進行を簡単に追えるようになっている。

##### トール・ティンバー・レジェンド 631号・トール・ティンバー・レガシー 632号
631号は1985年に製造され、ノース・スター (North Star) と名づけられた。632号は1986年に製造され、テフト (Teft) と名づけられた。どちらも乗客の増加に対応するために一般旅客車として製造された。2009年に詰め込みすぎの座席について改造された。この2両は主に、トール・ティンバー (Tall Timber) へジップライニング（Zip-line、峡谷をワイヤーを使って横断する方法）に行く旅客を運ぶために用いられている。

#### 開放式展望車（トロッコ車両）
開放式のトロッコ400号 - 402号は1963年に製造され、客車の台車、金属製の屋根、タイル張りの床と座席を備えている。403号 - 405号は1967年のシーズンに向けてシルバートンで製造された。1982年から1985年にかけて、デンバー・アンド・シルバートン狭軌鉄道は411号、412号を製造した。406号 - 409号、413号 - 416号は1982年から1986年にかけて製造された。
- 400号 - 405号、411号・412号はもともと1916年に標準軌用の有蓋車として製造された。
- 406号 - 409号、413号 - 416号はもともと1937年に標準軌用の家畜車として製造された。

##### シルバー・ビスタ 313号
シルバー・ビスタ (Silver Vista) は1947年にデンバー・アンド・リオグランデ・ウェスタン鉄道が製造した。人気のあるガラス製の屋根を備えた展望車で、この方式の唯一のものである。当初のシルバー・ビスタは1953年にアラモサで火災に遭って焼失した。とても人気がある車両であったので、シルバートンとアントニトの間の路線を廃止できるようにわざと収入を落とす目的で、デンバー・アンド・リオグランデ・ウェスタン鉄道が故意に破壊したのではないかとの憶測がある。シルバー・ビスタは2006年に再建され、夏期を通じて毎日運行されている。

##### リオ・グランデ 410号
リオ・グランデ (Rio Grande) は1987年から1988年にかけての冬期に製造され、当初はレールバスの付随車1002号で赤く塗装されていた。アニマス・キャニオン鉄道のディーゼルレールバスとともに使用されていた。1992年から1997年までは保管されており、その後開放式展望車313号に改造された。シルバー・ビスタに似ていたために313号の番号が付けられたものである。シルバー・ビスタが2006年に製造された後、410号に改番された。2006年から2007年にかけての冬にサイド改造され、快適で大型の座席を備えたより広々とした視界の展望車に改造された。夏期を通じて毎日運行されている。

### カブース
カブース0505号は1886年に製造され、休憩場所と食事の提供を考えて保管されている。カブース0540号は1881年に製造され、小さな倉庫を有しており様々な工具や補給物資を搭載している。保線作業に用いられている。

#### カブース 0500号
カブース0500号は、1886年に製造された全長17 フィートのカブースである。当初はデンバー・アンド・リオグランデ鉄道1号であった。1950年にボブ・リチャードソン (Bob Richardson) へ売却された。クリップル・クリーク (Cripple Creek) で1987年に運用に戻された。1993年にデュランゴ・アンド・シルバートン狭軌鉄道が購入し、当初の状態に復元した。貸切運行が可能であり、8人を乗せることができる。

#### レールキャンプカー 3681号
レールキャンプカー 3681号は、もともとデンバー・アンド・リオグランデ・ウェスタン鉄道の有蓋車である。デュランゴ・アンド・シルバートン鉄道によって1984年に改造され、台所・風呂・ベッドを備え付けられた。カスケード・キャニオン・ワイまでキャンプをしに牽引されていく。8人までのグループを乗せることができる。

### 運用されていない客車
- 郵便荷物車66号は1887年に製造された。コロラド州ロックウッドのアニマス・リバー鉄道で運営の基地として数年用いられていた。66号は事務所や発券窓口、待合所として使われていた。その後ハーモサに移動し、保線の事務所として用いられていた。
- 郵便荷物車119号は1882年に製造されたが、使用されていない。
- 客車460号は、デンバー・アンド・リオグランデ鉄道が1886年に製造した狭軌用一般寝台車のグループとして唯一残されている車両である。1900年代初期に事業用にわりあてられ、デンバー・アンド・リオグランデ・ウェスタン鉄道の救援車として1957年まで用いられた。その後サウスダコタ州のブラック・ヒルズ・セントラル鉄道に売却された。1983年にデンバー・アンド・シルバートン狭軌鉄道によって460号として購入された。まだ復元されていない。

## 運行方法
デュランゴ・アンド・シルバートン狭軌鉄道は、デュランゴヤードからシルバートンまで45 マイルの道のりを、5回アニマス川を渡りながら運行する。シルバートンに列車が到着して乗客を降ろすと、列車はデルタ線を回って向きを変え、戻ってきた乗客を乗せるためにバックして戻ってきて、デュランゴまでの帰りの運行を行う。45 マイルの道のりを走るのに、定期列車は片道3時間30分かかり、シルバートンで2時間15分待ち合わせる。
デュランゴから出発する列車は一般的に、乗務員が到着してから列車の出発まで1時間ほどかかる。制動手が列車の掃除具合を調べ、手旗や尾灯など、その日の運行に必要な備品が揃っているかを検査する。車掌は乗務員の出勤を記録し、乗客リストを入手し、乗務員への報告を行う。機関士と機関助士は機関車の検査をして、全ての機械類が潤滑され、適切な状態にあって修理が必要な場所がないことを確認し、その日の運行に備えて準備する。機関助士は、十分な石炭と水が炭水車に搭載されていることを確認し、潤滑油が供給されており自動潤滑装置が機能していることを確認する。また運転台を掃除し、機関車と炭水車から灰がらとごみを吐き出す。
機関車の準備ができると、機関車は本線へ引き出され、機関車を動かしてブレーキの性能試験を行う。また煙室とシリンダー内の清掃を行い、潤滑のためにシリンダーを暖める。制動手が列車に機関車をつなぎ、車両工場の人も機関士を手伝ってブレーキテストを行う。
デュランゴ・アンド・シルバートン狭軌鉄道の定期列車は、時刻表に基づいた方式で運行されるが、臨時列車や特別な状況下では場合によっては時刻表は無効とされることがある。デュランゴを出発する列車は、列車の末尾がプラットホームから離れるまで5 mph（約8 km/h）で進行し、その後ヤード内の制限区間を抜けるまで10 mph（約16 km/h）で進行し、本線上では15 mph（約24 km/h）で進行する。15番通りの橋は、デュランゴヤードのちょうど東端にあり、ここに保線員の物置が置かれており、また線路見回りの人が通過する列車の点検を行う。32番通りまで線路はほぼ平坦で、そこから小さな丘があって36番通りまで少し機関車が出力を上げる。そこから列車は4分の1 マイル（約400 m）ほどの下りになり、これを利用して20 mph（約32 km/h）まで加速して、36番通りからハーモサ (Hermosa) までこれを維持する。ホーム・ランチ (Home Ranch) にはデュランゴを出て最初の待避線があるが、ポーラー・エクスプレス号 (Polar Express) の向きを変えるための新しいデルタ線は、ここより少し東側に造られる予定である。この鉄道のほとんどの区間は川に沿って渓谷を曲がりくねって走っているので、この区間は鉄道の中で最も直線的な区間である。この区間ではバイクに乗って列車に併走することができ、ハーモサに向かって登り始めるために機関車が激しく稼動し始める様子を見ることができる。トリンブル・レーン (Trimble Lane) を通過すると、勾配が次第にきつくなるので機関車がさらに活発に稼動するようになる。定期列車では、デュランゴからハーモサまで40分ほど掛かる。
ハーモサには、小さな保線用ヤードと側線、そして炭水車に水を補充する最初の給水所がある。重連運転の列車は、しばしばここで補助機関車を連結する。補助機関車は列車に先行してハーモサへやってきて、水を補給した上で列車の到着を待つ。本務機関車が水を補給しているときに連結して重連運転となる。ブレーキテストの後、列車は30分をかけてハーモサからロックウッド (Rockwood) までの2.5 %の登り勾配にかかる。谷から離れて列車が登っていくにつれて、この鉄道を特徴付ける多くの曲線をこなしながら機関車が活発に列車を牽引していく。デュランゴを出て1時間が経ったところで高速道路550号線の下をくぐり、10 mph（約16 km/h）へ減速して小さな崖の端に沿って線路が走る岩棚を通り、そこから再度加速してシャロナ (Shalona) の牧草地を走る。ここにシルバートンまでで最後の踏切がある。踏切の後再び減速し、シャロナ湖の上にある岩場に沿って曲がりくねった道を進み、カーブを抜けるとロックウッドへ到達する。ロックウッドには小さなデルタ線と側線があり、また路線で最初のフラッグストップ（列車に乗りたい乗客が旗を立てて合図する方式の駅）がある。デュランゴからは鉄道で1時間10分の距離にあり、近くの住民が町まで運転していくよりも列車に乗って行きたいという需要があるからである。まもなく勾配は峠を越えて、重連運転の列車では補助機関車がカットオフし、タンク・クリーク (Tank Creek) へと走っていく。列車は狭い岩の切り通しに入り、アニマス峡谷を通る唯一の地上交通機関となる。高い崖の側面に沿って列車が曲がりくねっていく有名な区間に入り、列車はゆっくりと進行する。471.2 マイル地点にある橋の上で、機関士は機関車のボイラーにたまった沈殿物を吐き出させ、また機関助士は自分の側から後方を見て、最後尾に乗務している制動手が列車の最後尾が橋を通過したという信号を送ってくるのを確認すると、機関士は再び列車を15 mph（約24 km/h）まで加速させて、シルバートンまでの残りの区間をこの速度で進行する。ここから線路はアニマス川に沿って進行し、ここからカスケード峡谷までの間は勾配が頻繁に変化する。タコマ (Tacoma) には次のフラッグストップがあり、ここにも側線がある。474.5 マイル地点にはタンク・クリーク給水所があり、ここで停車して水を補給する。機関助士はおよそ4,000 ガロンの給水を行って炭水車を満タンにし、機関士は機械や軸受の点検と注油を行う。重連運転の列車の場合、補助機関車を連結しなおして、再度ブレーキ試験を行う。
タンク・クリークからは、トール・ティンバー・リゾート (Tall Timber Resort) まで1 マイル（約1.6 km）ほどである。その後、列車は非常に狭い岩壁の上を走り、勾配のある曲線を曲がってカスケードへ到達する。カスケードはデュランゴから2時間、26 マイル（約41.6 km）の距離で、この先には雪崩防止溝があることから、冬期には列車はここにあるデルタ線を利用して折り返す。アニマス川を3回目に横断して、東へ向きを変えてニードルトン (Needleton) へ向かう。この区間の勾配は、短く急な3 %の勾配と長く緩い2 - 2.5 %の勾配が階段のように繰り返し現れ、何度も向きを変えながら曲線が繰り返される。デュランゴまでにデンバー・アンド・リオグランデ鉄道が建設してきた本線と異なり、シルバートン支線では曲線により列車抵抗が増大する分を補償するために曲線部分で勾配を緩くするということは行われておらず、また背向曲線のために機関車と列車の編成が異なる向きを向いた状態になることがある。481.5 マイル地点にある岩壁の上の急な曲線に10 mph（約16 km/h）の速度制限が設定されている。
ニードルトンの側線から0.5 マイル（約800 m）のところにニードルトンフラッグストップがあり、さらに0.25 マイル（約400 m）のところにニードルトン給水所がある。ニードルトンフラッグストップは、シカゴ盆地 (Chicago Basin) へハイキングに行く人のためにあり、また時折この付近の森に小屋を持っている入植者が利用することもある。ここのフラッグストップや給水所からの発車に際しては大変運転が困難で、空転を防ぐためにレールに撒かれた砂の量がそれを示している。再発車のために少し機関車をバックさせなければならないこともしばしばである。西行きの列車の場合、シルバートンへ出発する前に積む必要のある水は1,000 ガロン程度であるが、この先にもっとも急な勾配が待ち構えている。ニードルトンを出発してしばらくは2.5 %程度の勾配で、486 マイル地点付近ではやや緩やかになるが、そこから急激に急勾配になって、488 マイル地点で4 %に達する。488 マイル地点からエルク・パーク (Elk Park) までは緩い曲線と勾配となって、機関助士はようやく休息することができる。
エルク・パークはシルバートンまでで最後の側線・デルタ線・フラッグストップがある。エルク・パークはニードルトンほどハイキングをする人に利用されてはいないが、コロラド・トレイルと交差している場所で、またシーズン中には狩猟に出かける人がよく利用する。エルク・パークを出ると、アメリカ中でもっとも雪崩防止溝が集中している一帯を通る。スノーシェッド・スライド (Snowshed Slide) には、かつて実際にスノーシェッドが存在していたが焼失し、残骸が残るのみとなっており、そこから名前が取られて地名となっている。スノーシェッドまで少し下り勾配になっており、そこを過ぎるとシルバートンまでは緩くわずかな勾配の曲線が続く快適で楽な道のりである。渓谷がもっとも狭くなっているカタラクト (Cataract) にある急曲線に接近すると機関士は警笛を鳴らし、シルバートンのある広い谷へ入っていく。
シルバートンのヤードに入る前に最後のアニマス川横断がある。車庫の前を通り過ぎる前に、列車は10 mph（約16 km/h）まで速度を落として、長い警笛で到着を知らせる。列車が到着すると乗客が下車し、乗務員は整備のために列車をデルタ線に送り込む。新しい灰落としの溝が、既存のものが大規模修理を必要とするときに備えて建設されている。次の乗客のために列車を駅に戻すと、機関士は機関車を再度点検・注油し、ほかの乗務員はデュランゴへの復路のためにブレーキ試験を行う。
列車はそのときの条件または設備が整っていないとき以外は、ほぼ直通空気ブレーキを使って運転する。タコマの東までは、列車を動かすためには蒸気を使う必要がほとんどなく、またロックウッドへの勾配を通った後は、デュランゴ付近のトリンブル・レーンまで惰行することができる。水に関しては、シルバートンからの列車はニードルトンで満タンにするが、カスケードからの列車は帰りに水を補給する必要はない。
デュランゴに到着した列車からは蒸気機関車は整備のためにすぐ切り離され、車庫のスタッフは夏には4両から5両の機関車が集中することになり忙しくなる。整備作業としては、炭水車に石炭を搭載し、夜間に火を維持するための木のペレットを投入し、砂撒き装置に砂を補給し、機関車の運用に応じて清掃を行ったり火を落としたりし、扇形庫に機関車を収容して注油・給水を行う。夏期に毎日90 マイルを重い列車を牽いて走行すると、走り装置が傷んでくることがあり、時折大きな修繕を必要とすることがあるが、この作業も扇形庫で行えるようになっている。
デュランゴ・アンド・シルバートン鉄道では、蒸気機関車がすぐに車庫に引き上げて整備を受けられるように、小さな入換用ディーゼル機関車を数両保有しており、保線作業やヤード内での入換作業に用いている。

## 博物館
デュランゴ・アンド・シルバートン狭軌鉄道では2つの博物館を運営している。デュランゴ・アンド・シルバートン狭軌鉄道博物館と、シルバートン貨物ヤード博物館 (Silverton Freight Yard Museum) である。どちらもデンバー・アンド・リオグランデ・ウェスタン鉄道で用いられてきた歴史的な機関車と鉄道用品について展示している。

### デュランゴ・アンド・シルバートン狭軌鉄道博物館
デュランゴ・アンド・シルバートン狭軌鉄道博物館は1998年に開設され、アメリカ全体の鉄道の中でも特に南西コロラドの鉄道について取り上げている。博物館はデュランゴの扇形庫にある。扇形庫の半分は蒸気機関車に使われており、残りの半分が博物館となっている。博物館はデンバー・アンド・リオグランデ・ウェスタン鉄道やその他の鉄道の記念品などを展示している。他にもデュランゴやシルバートン地域の記念品を展示している。HOゲージの鉄道模型レイアウトが設置されている。このレイアウトではデンバー・アンド・リオグランデ・ウェスタン鉄道に似た狭軌の鉄道を取り上げている。「明日に向って撃て!」の映画撮影に用いられた車両が映画車となっており、鉄道の情報や教育用映画などの上映に用いられている。

#### クラス70機関車42号
展示されている蒸気機関車42号は、1887年にデンバー・アンド・リオグランデ鉄道向けにボールドウィン・ロコモティブ・ワークスで製造された6両のクラス70機関車（車軸配置2-8-0）の1両である。自重35 トンで、17,100 ポンドの牽引力がある。当初は420号という番号であった。1916年11月にこの機関車はリオグランデ・サザン鉄道に売却され、1952年に廃線になるまで使用された。コロラド州マンコス (Mancos) の東にあるグレイディ (Grady) からデュランゴへ向かって42号とカブースが走ったのが、リオグランデ・サザン鉄道で最後の列車運行であった。
1953年にアラモサのモーテルに売却された。1958年にコロラド州ゴールデン (Golden) にあるマジック・マウンテンアミューズメントパークに売却され、そこで石油燃焼に改造されて短期間運行された。1969年にコロラド州モニュメント (Monument) の銀行の前に展示された。1971年にゴールデンへ戻されて、ヘリテッジ・スクエアのレストランで展示された。最終的に1983年にデュランゴ・アンド・シルバートン狭軌鉄道が購入してデュランゴへやってきた。運行可能な状態に復元されたことはない。

#### 荷物車127号
荷物車127号は当初は長物車6630号であった。映画の撮影のために1968年に荷物車に改造された。127号はデュランゴ・アンド・シルバートン狭軌鉄道が改造した3番目の売店車であった。使用は限定的で、予備の売店車として使用されていた。127号は博物館で映画車として使用されている。

### シルバートン貨物ヤード博物館
シルバートン貨物ヤード博物館は1999年に開設され、シルバートンの車庫とヤードに位置している。何両かの車両が展示されており、台所設備を備えた車両や側面に荷台を傾けられる無蓋車などがある。493号機関車はこの「貨物列車」の機関車として静態展示されている。シルバートン車庫には地域の記念品などがある。

## アニマス・リバー鉄道
アニマス・リバー鉄道は、1988年5月7日に運行を開始したディーゼルエンジン式のレールバスによる鉄道で、コロラド州ロックウッドからアニマス渓谷に沿って走っている。この新会社は、デュランゴ・アンド・シルバートン狭軌鉄道によって設立されたもので、デュランゴ・アンド・シルバートン狭軌鉄道の掲げる「100%石炭焚き蒸気機関車による運転」のモットーを守るために別会社にされたものである。レールバスによりロックウッドからのハイキング客や釣り客を渓谷へ輸送していた。かつての郵便荷物車66号が発券窓口・事務所・待合所として使用されていた。
1987年から1988年にかけての冬に製造されたモーターカー1001号はタマロン (Tamarron) と名づけられている。32人乗りで、キャタピラー社製6気筒300馬力エンジンを搭載している。荷物室とトイレを備えている。付随車1002号は48人乗りで、ロングシートとなっている。
1988年5月7日の運行開始時には、最初のレールバスは7時30分にエルク・パークへ向けて出発した。さらに12時30分、18時にカスケード・キャニオンへの便があった。当初の予定では、アニマス・リバー鉄道は5月7日から10月30日まで運行する予定であったが、機械故障のために9月4日までの運行となった。
1989年には、レールバスは修理され5月6日から運行された。12時1分発のカスケード・キャニオン行きの便は10月29日まで運行された。5月27日から9月15日までのエルク・パークまでの便は、7時30分と15時30分に運行された。
1990年にはアニマス・リバー鉄道の運行スケジュールは同じであった。アニマス・リバー鉄道の最後の運行はこの年の9月23日のロックウッドからカスケードまでであった。寄付金が期待した額に届かず、それ以降一度も運行されていない。
2002年のミッショナリー・リッジでの火災に際して、デュランゴ・アンド・シルバートン狭軌鉄道は自発的に蒸気機関車の運転を中止した。運行を続けるために、レールバス1001号（現在のRB-1）とその付随車1002号（現在の313号）が旅客を輸送した。

## デュランゴ・アンド・シルバートン狭軌鉄道に来たことがある車両
狭軌の鉄道の設備や部品は珍しいものであるのと同様、こんにちでは狭軌の鉄道自体が珍しくなっている。狭軌の鉄道車両が動態復元されたとしても、アメリカ国内で奏効可能な場所はとても限られている。こうした車両は、毎年8月に開かれるデュランゴ・アンド・シルバートン狭軌鉄道の鉄道祭で走っている。

### デンバー・アンド・リオグランデ・ウェスタン鉄道315号機関車
デンバー・アンド・リオグランデ・ウェスタン鉄道315号機関車は、1895年ボールドウィン・ロコモティブ・ワークス製C-18型機関車である。当初はフローレンス・アンド・クリップル・クリーク鉄道 (Florence and Cripple Creek Railroad) が3号機関車として所有していた。その後、デンバー・アンド・リオグランデ鉄道が購入して424号となり、さらにデンバー・アンド・リオグランデ・ウェスタン鉄道となった1924年に315号となった。1941年頃、315号はデュランゴへ来て、ヤードの入換機関車となった。1949年までデュランゴで使用された。解体されるのを防ぐために、デュランゴの市政府が借り受けて保存した。1968年にデンバー・アンド・リオグランデ・ウェスタン鉄道がデュランゴへの路線を廃止するときに、315号は地元の商工会議所に寄贈された。1986年にサンタ・リタ公園 (Santa Rita Park) に保存された。315号の所有権は商工会議所から市政府へ移転した。2007年にデュランゴ鉄道歴史協会 (Durango Railroad Historic Society) により運行可能な状態に復元され、ときおりデュランゴ・アンド・シルバートン狭軌鉄道やカンブレス・アンド・トルテック・シーニック鉄道で運行している。

### ケイシー・ジョーンズ
レールバスのケイシー・ジョーンズ (Casey Jones) は、1915年にフォード・モデルTから改造して製作されたもので、ギャロッピンググースの前身となったものである。もともとは、コロラド州ユーリカ (Eureka) のサニーサイド鉱山 (Sunnyside Mine) で救急車として使用するために設計されたものであった。鉱山の関係者がシルバートンへ通勤するためにしばしば使用された。11人乗りの車室がある。ケイシー・ジョーンズはサン・ファン歴史協会 (San Juan Historical Society) が所有している。夏期にはシルバートン車庫の近くの側線に置かれており、冬期にはデュランゴのデュランゴ・アンド・シルバートン狭軌鉄道博物館で展示されている。

### ギャロッピンググース5号
ギャロッピンググース5号は、リオグランデ・サザン鉄道によって製造され、1933年6月8日から運行された。1928年製のピアース・アロー (Pierce-Arrow) リムジンの車体と走行装置を元に造られている。1946年から1947年にかけて、第二次世界大戦の余り物であるGMC製トラック用ガソリンエンジンとウェイン社 (Wayne Corporation) 製のスクールバスの車体を用いて改造された。1950年に貨物・郵便室が改造されて、観光客を20人さらに乗せられるようになった。リオグランデ・サザン鉄道が1953年に廃止された後、ギャロッピンググース5号はコロラド州ドロレス (Dolores) で保管されていた。ギャロッピンググース5号は、ドロレスのギャロッピンググース歴史協会 (Galloping Goose Historical Society) により1998年に完全に復元され走行可能な状態となった。デュランゴ・アンド・シルバートン狭軌鉄道やカンブレス・アンド・トルテック・シーニック鉄道を訪問して走行している。

## 登場作品
デュランゴ・アンド・シルバートン狭軌鉄道の列車は、C.W.マッコール (C. W. McCall) の歌、「ザ・シルバートン」(The Silverton) の主題となっている。

### デンバー・アンド・リオグランデ・ウェスタン鉄道
- シルバートンへの路線は、1950年のテクニカラーのウェスタン映画、「彼女は二挺拳銃」 (A Ticket to Tomahawk) に出てくる。映画に出てくる壮大な景色や機材類は、深刻な題材にも紛れておらず、またマリリン・モンローが脇役としてでてくることで補完されている。2006年8月現在絶版である。
- 1952年の「鉄路に賭ける男」(Denver and Rio Grande) では、スターリング・ヘイドンが主演している。
- 1956年の「八十日間世界一周」
- 1957年の「夜の道」(Night Passage) ではジェームズ・ステュアートが主演している。アニマス渓谷上の高いところを走行している列車が出てくる。
- 1969年の「明日に向って撃て!」
- 1971年の「地平線から来た男」 (Support Your Local Gunfighter)

### デュランゴ・アンド・シルバートン狭軌鉄道
デュランゴ・アンド・シルバートン狭軌鉄道の列車は2006年の映画「プレステージ」の最初に出てくる。